# Pomer
Pomer es un municipio de España perteneciente a la provincia de Zaragoza, en la comunidad autónoma de Aragón. Tiene una población de 24 habitantes (INE 2024).

## Geografía
Su término municipal tiene una superficie de 33,15 km², con una población empadronada de 34 habitantes (INE 2014) y una densidad de 1,03 hab./km².
Se encuentra en la comarca del Aranda, a 120 km de Zaragoza en un desvío a la derecha entre Aranda de Moncayo y Malanquilla, y enlaza con la provincia de Soria con Borobia. Su altitud es de 1107 m sobre el nivel de mar, siento el pueblo más alto de la comarca del Aranda y el segundo de toda la provincia.
En su término nace el río Aranda, por la confluencias de varios arroyos.

## Historia
El pueblo está situado en una balconada natural en el valle del Aranda, que ha sido un paso de entrada a la meseta desde el valle del Jalón y no se descarta que haya habido algún asentamiento prerromano por la zona. Lo que sí está documentado es que en la Baja Edad Media Pomer estuvo habitada por mudéjares y fue pasando de manos entre nobles, hasta que en el siglo XVII pasó a manos de los Condes de Aranda.
A mediados del siglo XIX, el lugar tenía contabilizada una población de 81 habitantes. Aparece descrito en el decimotercer volumen del Diccionario geográfico-estadístico-histórico de España y sus posesiones de Ultramar de Pascual Madoz de la siguiente manera:

POMER: l. con ayunt. de la prov., aud. terr. y dióc. de Zaragoza (15 leg.), c. g. de Aragon, part. jud. de Borja (6). sit. en terreno montuoso y poco defendido de los vientos; su clima es templado y sano. Tiene 66 casas malas y de un solo piso, casa de ayunt., cárcel, igl. parr. (La Asuncion de Ntra. Sra.), servida por 1 cura que se provee por oposicion; 1 cementerio, y 1 fuente de cuya agua se surten los vec. y se riegan unos pequeños huertos. Confina el térm. por N. con Purujosa; E. Aranda; S. Malanquilla , y O. Borobia de Castilla: su estension es de una leg. En su radio se forman varios arroyos que son el origen del r. Aranda. El terreno es de monte con algunos valles y laderas que descienden del Moncayo de pizarras de muchos colores: se halla bastante inculto por su escabrosidad, y no se riegan mas que unos pocos y pequeños huertos con la fuente antes mencionada. Sus montes en lo general estan muy vestidos de encinas, cuyo fruto es la principal riqueza del pueblo. Los caminos son de herradura y malos. prod.: trigo, cebada, avena, garbanzos y judias; mantiene en su deh. ganado lanar y de cerda, y hay caza de ciervos, jabalíes, liebres, conejos y perdices. ind.: la agrícola, dedicándose otros á hacer y vender carbón. pobl.: 17 vec., 81 alm. cap. prod.: 720,000 rs.: imp.; 40,200: contr.: 8,209.
(Madoz, 1849, p. 111)

## Demografía
Pomer cuenta con una población de 24 habitantes (INE 2024).
| Gráfica de evolución demográfica de Pomer entre 1842 y 2021                                                         |
| |
| Población de derecho según los censos de población del INE Población de hecho según los censos de población del INE |

## Economía
La mayoría de sus habitantes dedican su tiempo a conservar la ganadería y agricultura del lugar. Abunda también la caza mayor. 

## Administración y política
| Período   | Alcalde                 | Partido |  |
| --------- | ----------------------- | ------- |  |
| 1979-1983 | Ceferina Pérez Muñoz    | PAR     |  |
| 1983-1987 |                         |         |  |
| 1987-1991 |                         |         |  |
| 1991-1995 |                         |         |  |
| 1995-1999 |                         |         |  |
| 1999-2003 |                         |         |  |
| 2003-2007 |                         |         |  |
| 2007-2011 |                         |         |  |
| 2011-2015 | Millán Martínez Modrego | PP      |  |
| 2015-2019 | Millán Martínez Modrego | PP      |  |

| Partido político    | Partido político                                   | 2003   | 2007   | 2011   | 2015   |
| Partido político    | Partido político                                   | Ediles | Ediles | Ediles | Ediles |
|                     | Partido Popular de Aragón (PP)                     | 1      | 1      | 1      | 1      |
|                     | Partido de los Socialistas de Aragón (PSOE-Aragón) | —      | —      | —      | —      |
|                     | Partido Aragonés (PAR)                             | —      | —      | —      | —      |
|                     | Chunta Aragonesista (CHA)                          | —      | —      | —      | —      |
|                     | Iniciativa Aragonesa (INAR)                        | —      | —      | —      | —      |
| Total de concejales | Total de concejales                                | 1      | 1      | 1      | 1      |

## Cultura

### Patrimonio
En Pomer, se pueden ver estos lugares:
- La iglesia parroquial, que está dedicada a la Asunción de Nuestra Señora y en un principio fue de estilo románico, de la cual solo se conserva la pila bautismal y en el siglo XVI se remodeló al estilo tardogótico, mientras que la portada es de estilo Gótico manierista.
- El pozo nevero, de estilo circular y rematado en falsa cúpula
- Las bodegas subterráneas.

### Fiestas
- Las fiestas patronales son el día 23 de abril, en honor de San Jorge, uno de los patrones del municipio.
- El 15 de agosto se celebran fiestas en honor de la Virgen de la Asunción y San Roque
- El tercer fin de semana de septiembre en honor de la Virgen de los Dolores.